# La Baronia de Rialb
La Baronia de Rialb (en catalan, prononcé /la βaɾoˈnia ðe riˈalp/) est une commune de la province de Lérida, en Catalogne, de la comarque de Noguera, dont la capitale est Gualter.

## Géographie

### Localisation
Commune des Pyrénées catalanes située dans la vallée du Rialb.

## Démographie
Évolution de la population jusqu'à aujourd'hui :
| 228 | 514  | 1 665 | 1 243 | 1 250 | 1 244 | 1 062 | 1 066 | 962  |
| 1940 | 1950 | 1960  | 1970  | 1981  | 1990  | 1992  | 1994  | 1996 |
| 831 | 655  | 397   | 298   | 264   | 257   | 271   | 271   | 251  |
| 1998 | 2000 | 2002  | 2004  | 2006  | 2008  | 2010  | 2012  | 2013 |
| 247 | 266  | 276   | 279   | 281   | 276   | 261   | 255   | 257  |
| De 1497 à 1553 : personnes payant l'impôt (els fogatges) ; De 1717 à 1981 : population de fait ; Depuis 1981 : population de droit. |      |       |       |       |       |       |       |      |

Liste des villages et hameaux (et leur population) dépendant de la commune :
- Bellfort (21)
- Gualter (97)
- Palau de Rialb (11)
- Pallerols de Rialb (28)
- Politg (22)
- El Puig de Rialb (11)
- Sant Cristòfol de la Donzell (10)
- Sant Martí de Rialb (14)
- La Serra de Rialb (31)
- La Torre de Rialb (15)
- Vilaplana (17)

## Économie
Le secteur primaire et surtout le tourisme.

## Lieux et monuments
- Abbaye bénédictine de Sainte Marie de Gualter.
- Église de Sainte Marie de Palau de Rialb (art roman lombard).
- Gorge du Forat de Bulí.
- Barrage de Rialb.
- Dolmen de Sòls de Riu.

### Galerie d'images

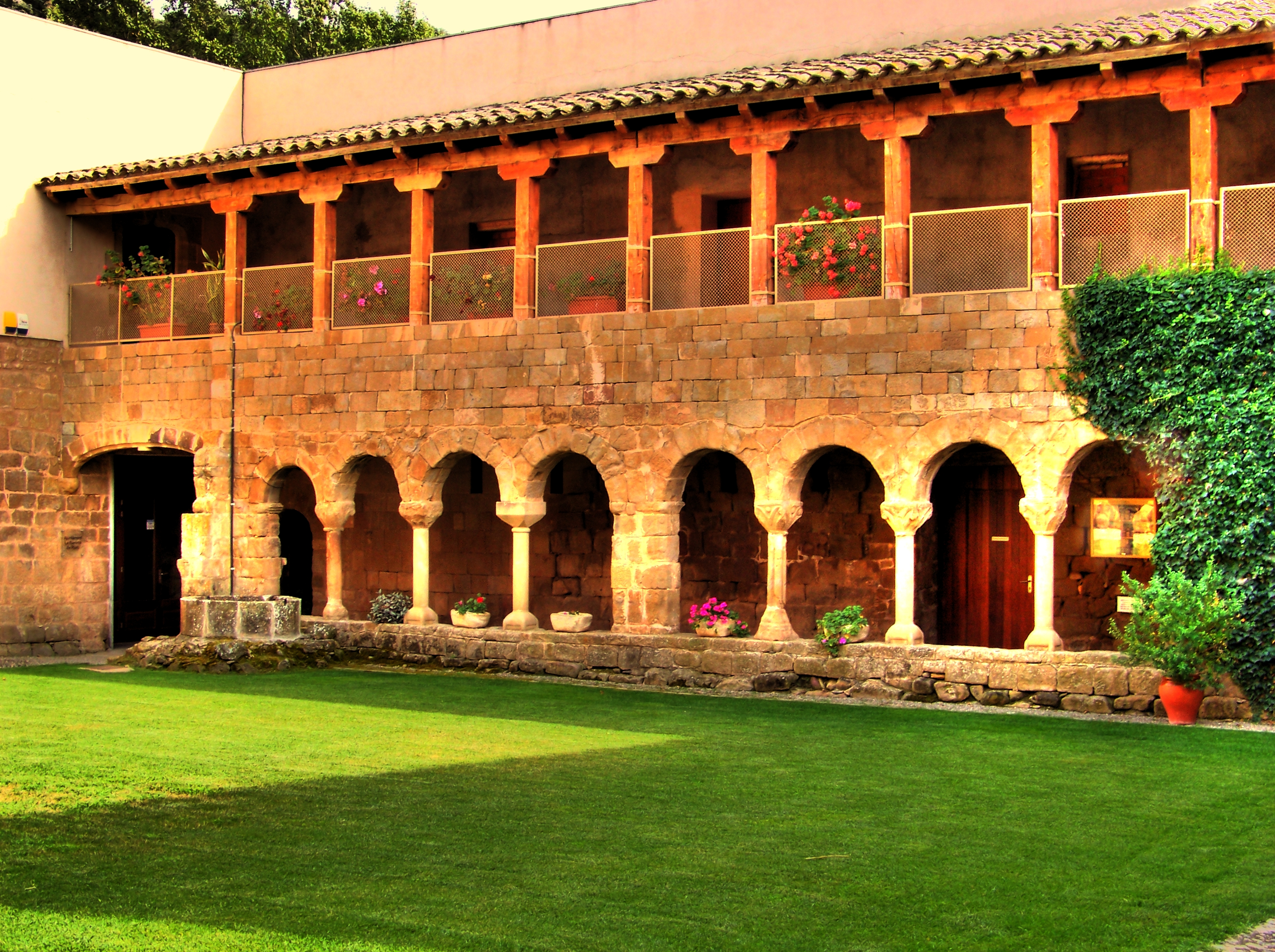
Cloître de Sainte Maria de Gualter.
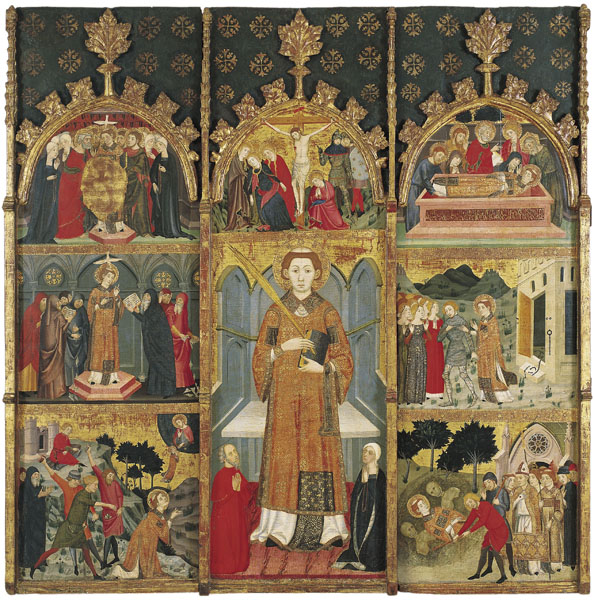
Retable italo-gothique de Saint Étienne de Gualter.
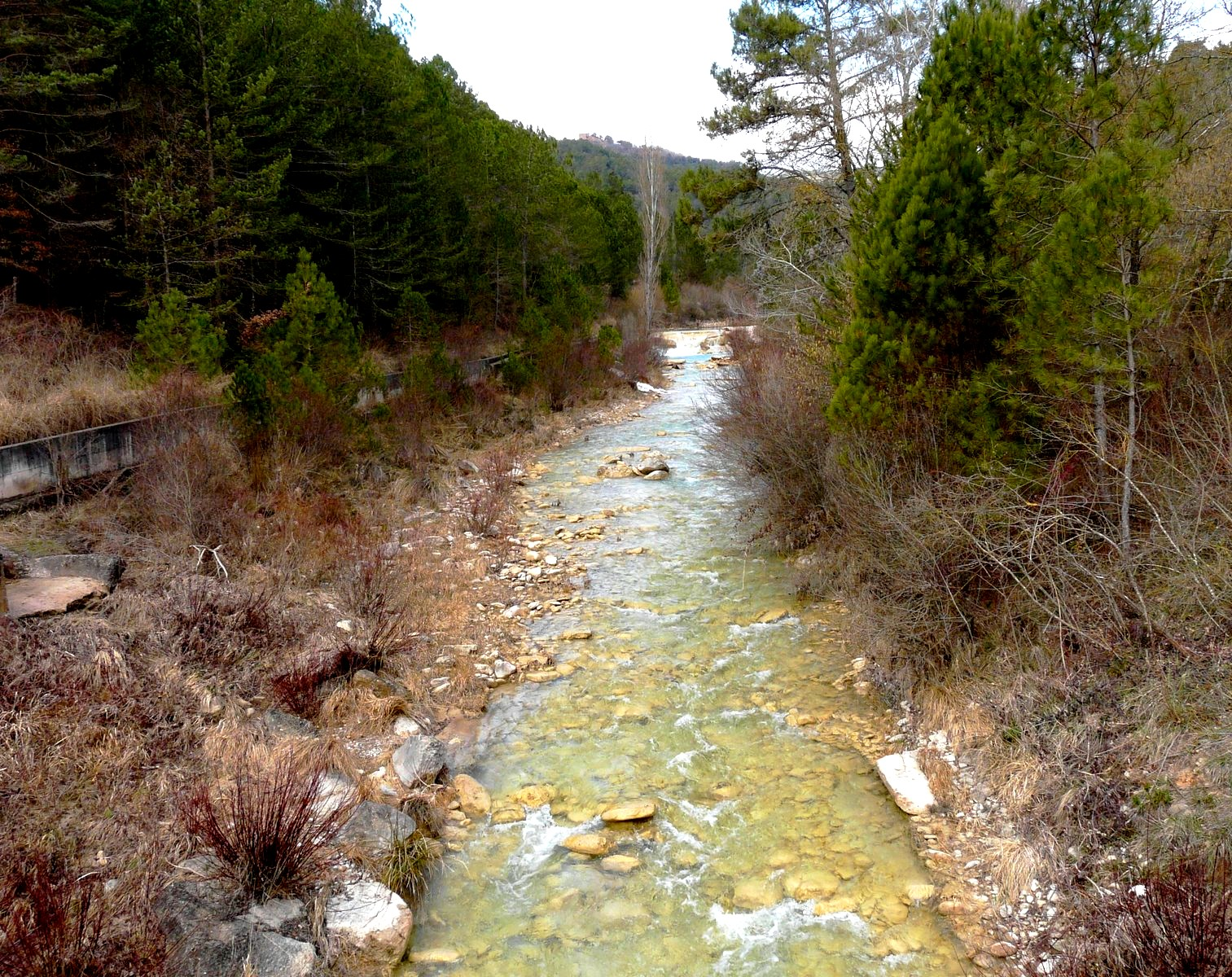
Le Rialb, un sous-affluent de l'Èbre par la Sègre.
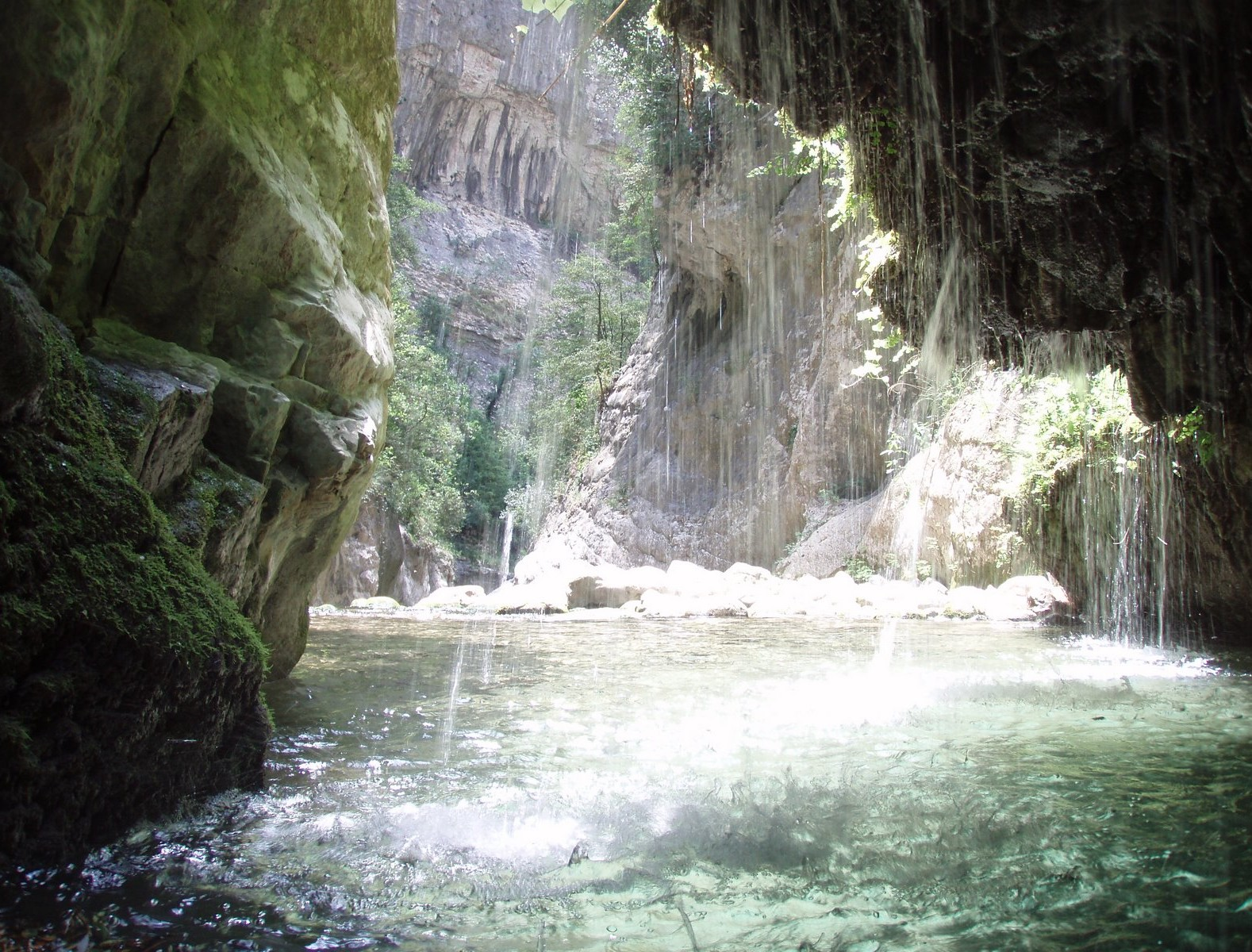
Le gorge du Forat de Bulí, au nord de La Baronia.
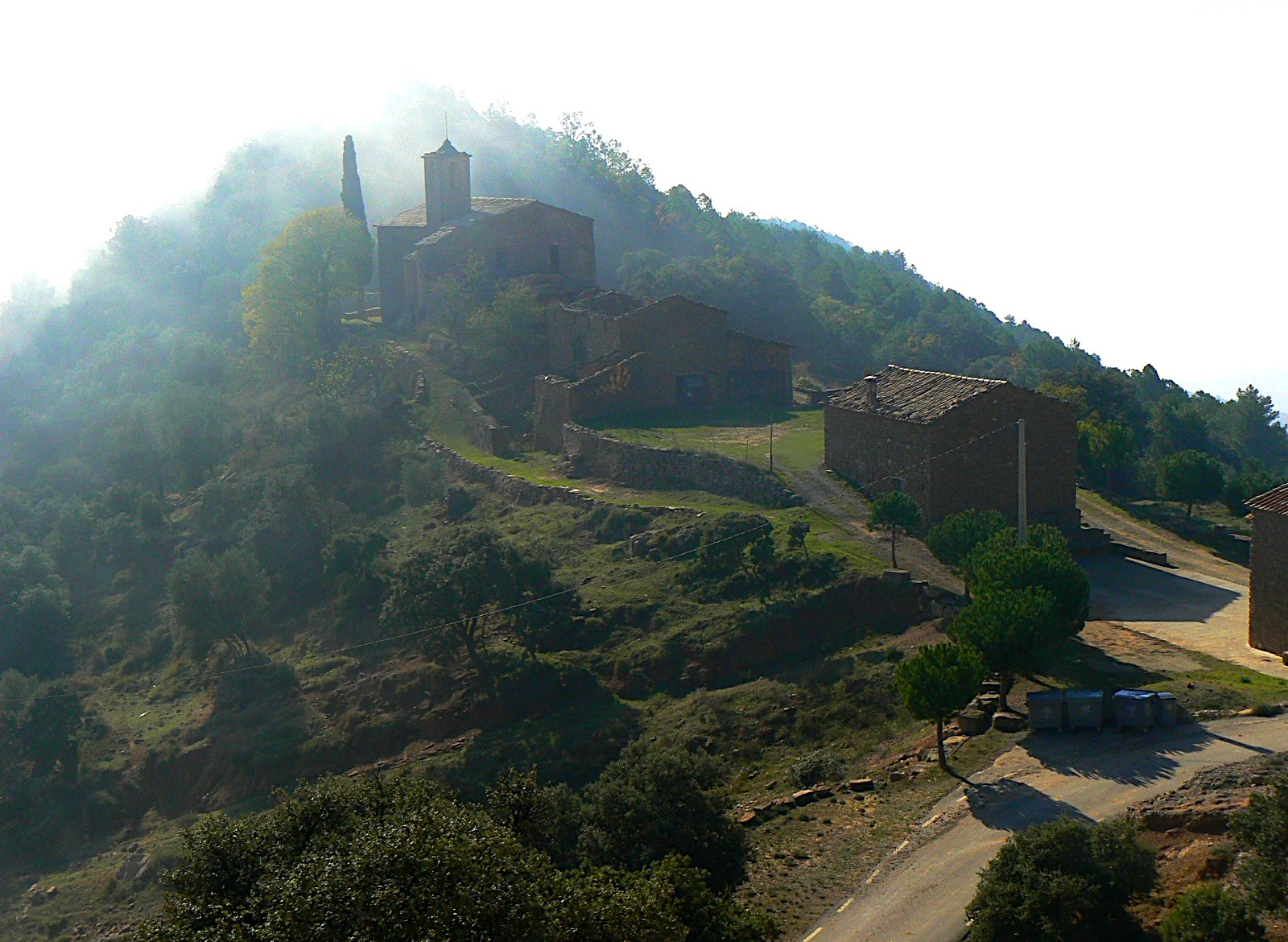
Pallerols de Rialb, au nord-est de la commune.
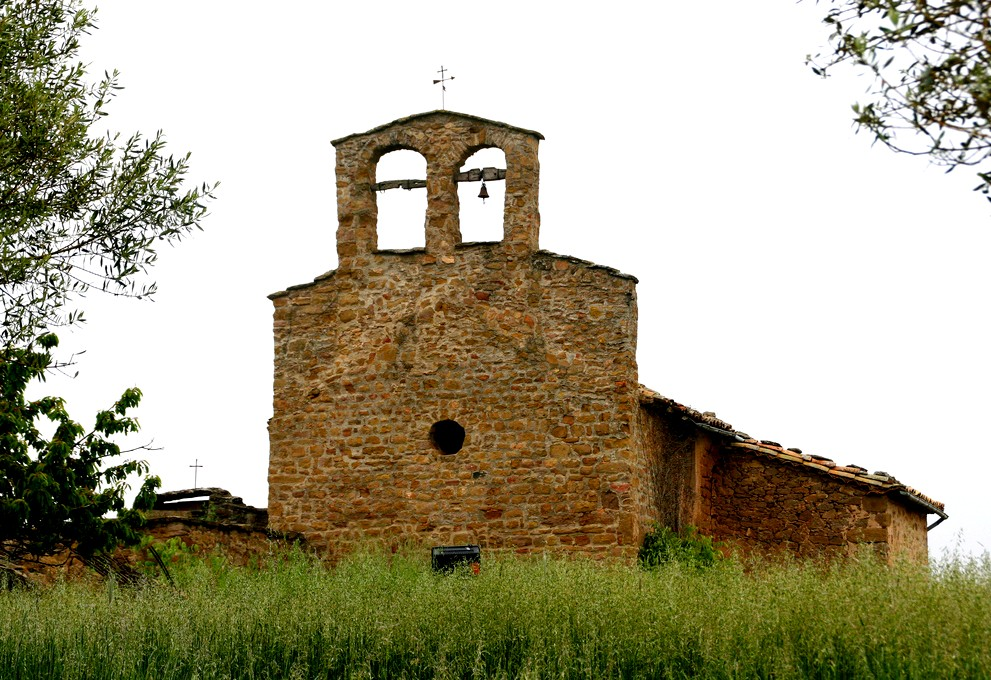
Église de Saint Michel, à Vilaplana.
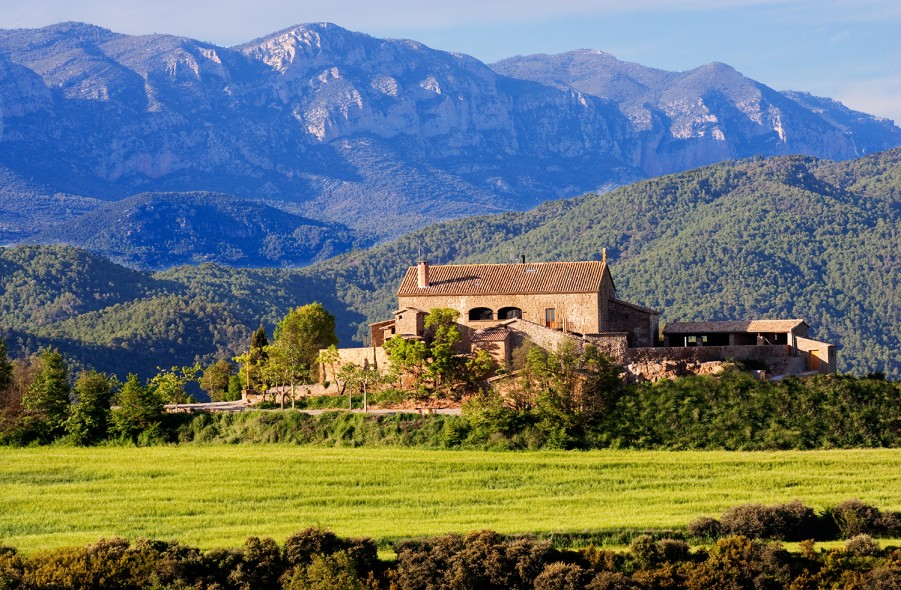
Vue de mas Heretat de Guàrdia. Il est aujourd'hui transformé en gîte rural.
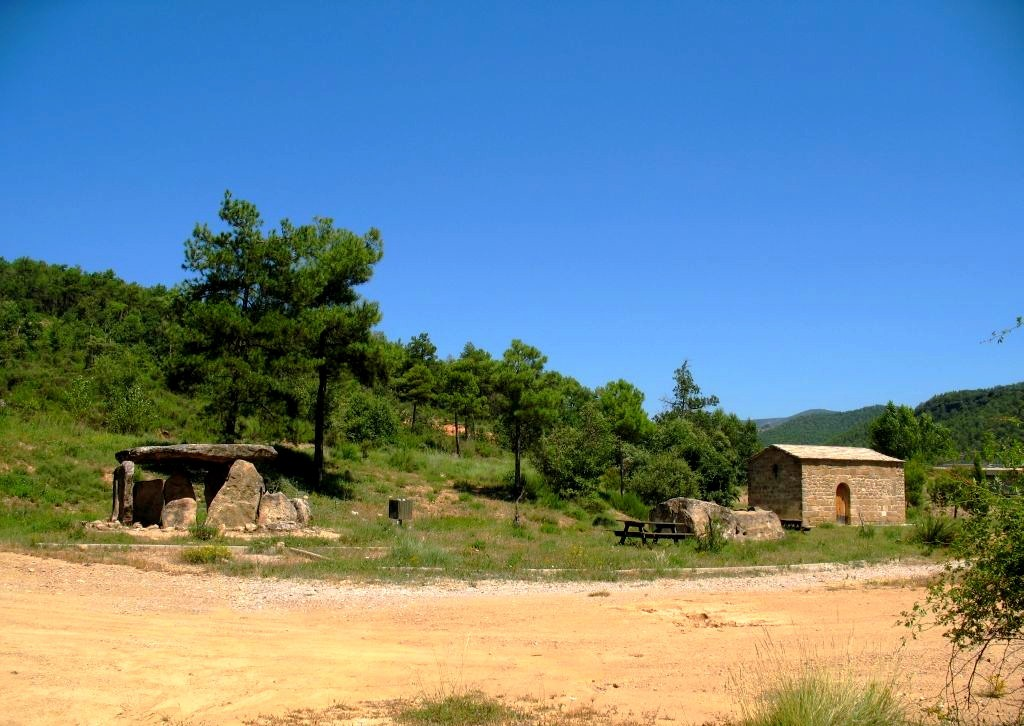
Le dolmen de Sòls de Riu et l'église de Sainte Eulalie de Pomanyons.
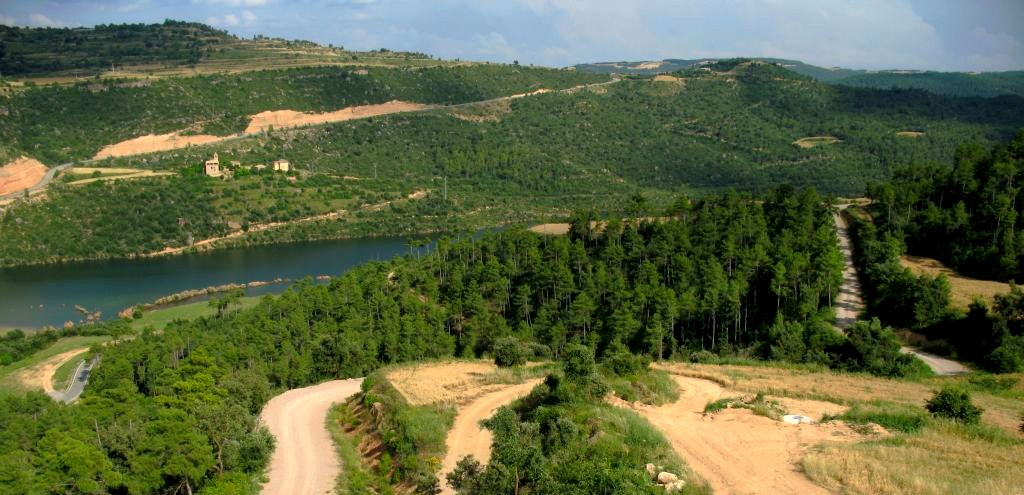
Vue près de La Torre de Rialb avec le barrage de Rialb.
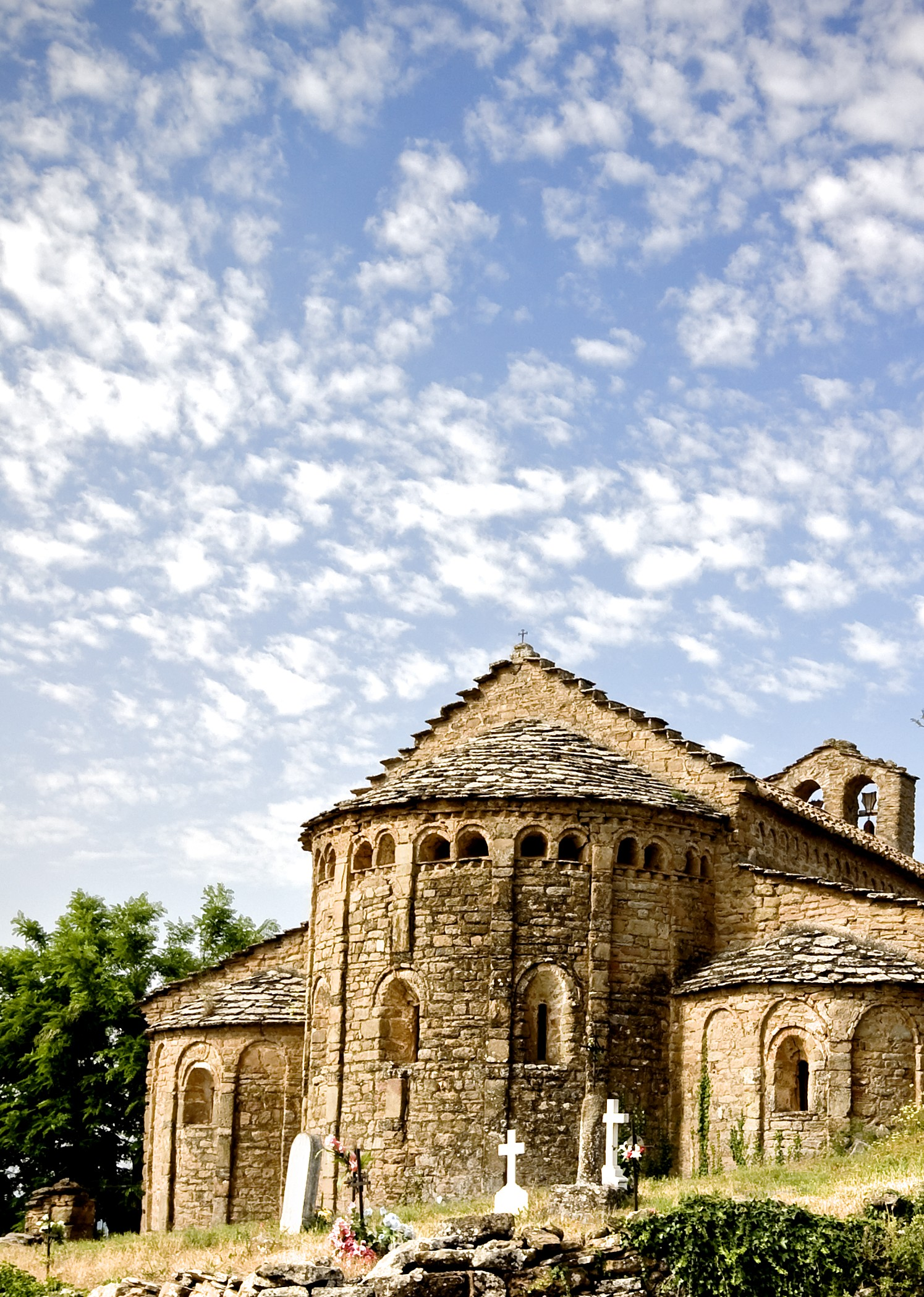
Église de Sainte Marie, à Palau de Rialb.
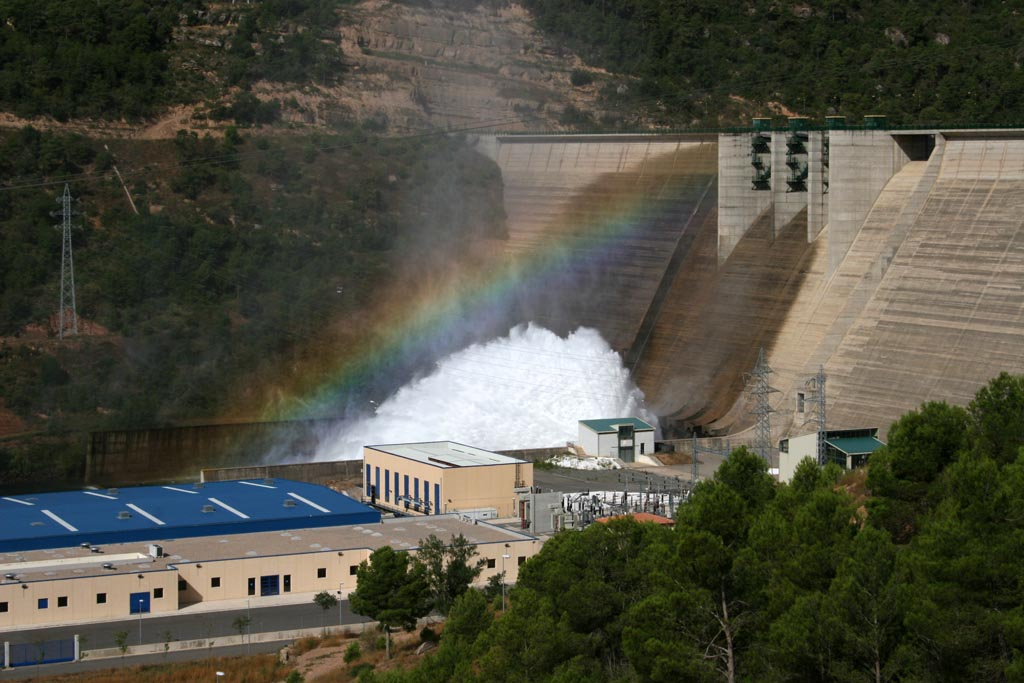
Le barrage et la centrale hydroélectrique de Rialb, à Gualter.